# يحيى عبد الرقيب الجبيحي
يحيى عبد الرقيب الجميحي  (مواليد عام 1955 – م) هو صحفي، وكاتب، من اليمن، ولد في مديرية جبل حبشي، وهو عضوٌ في اتحاد الصحفيين العرب. في سبتمبر 2016 داهم مسلحون حوثيون منزله واقتادوه إلى جهة مجهولة، وفي أبريل 2017 تناولت وكالات أخبارية ومنظمات حقوقية منها منظمة العفو الدولية صدور حكم عليه بالإعدام.

## التعليم
تعلم في جامعة الملك عبد العزيز، في تخصص إعلام (1977–1980).